# Psychromatic
Psychromatic è il terzo album del gruppo progressive death metal italiano Raintime. È stato pubblicato il 16 marzo 2010. Il primo singolo estratto dall'album è Fire Ants.

## Tracce
1. Fire Ants
2. Turned Up and Down
3. Never Ending Stairway
4. Nothing But a Mistake
5. I Want to Remember
6. Shift
7. Fake Idols
8. Beaten Roads
9. One Day
10. Buried in You
11. Walk-On Actor